# Biblioteka

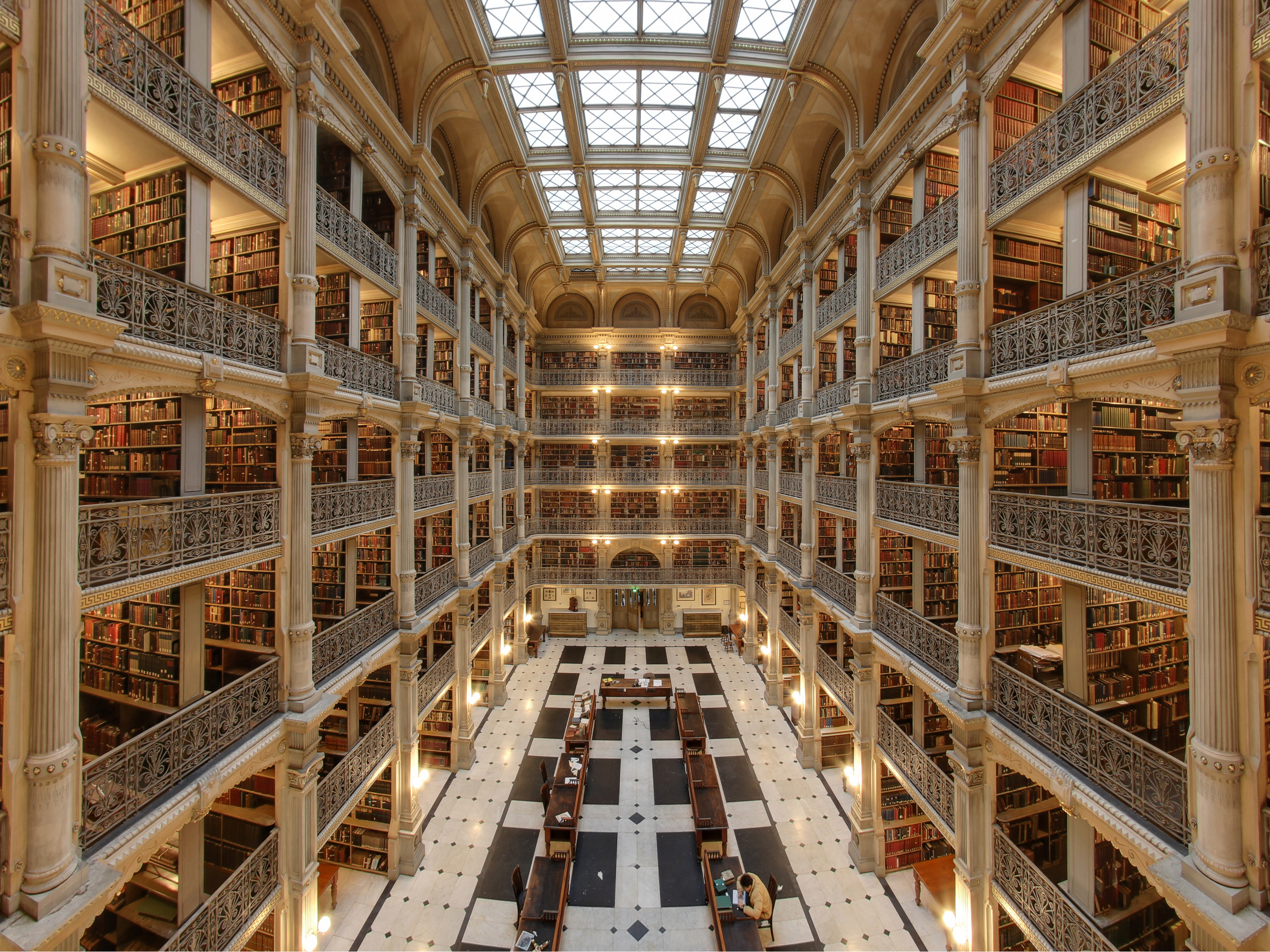
Wnętrze George Peabody Library

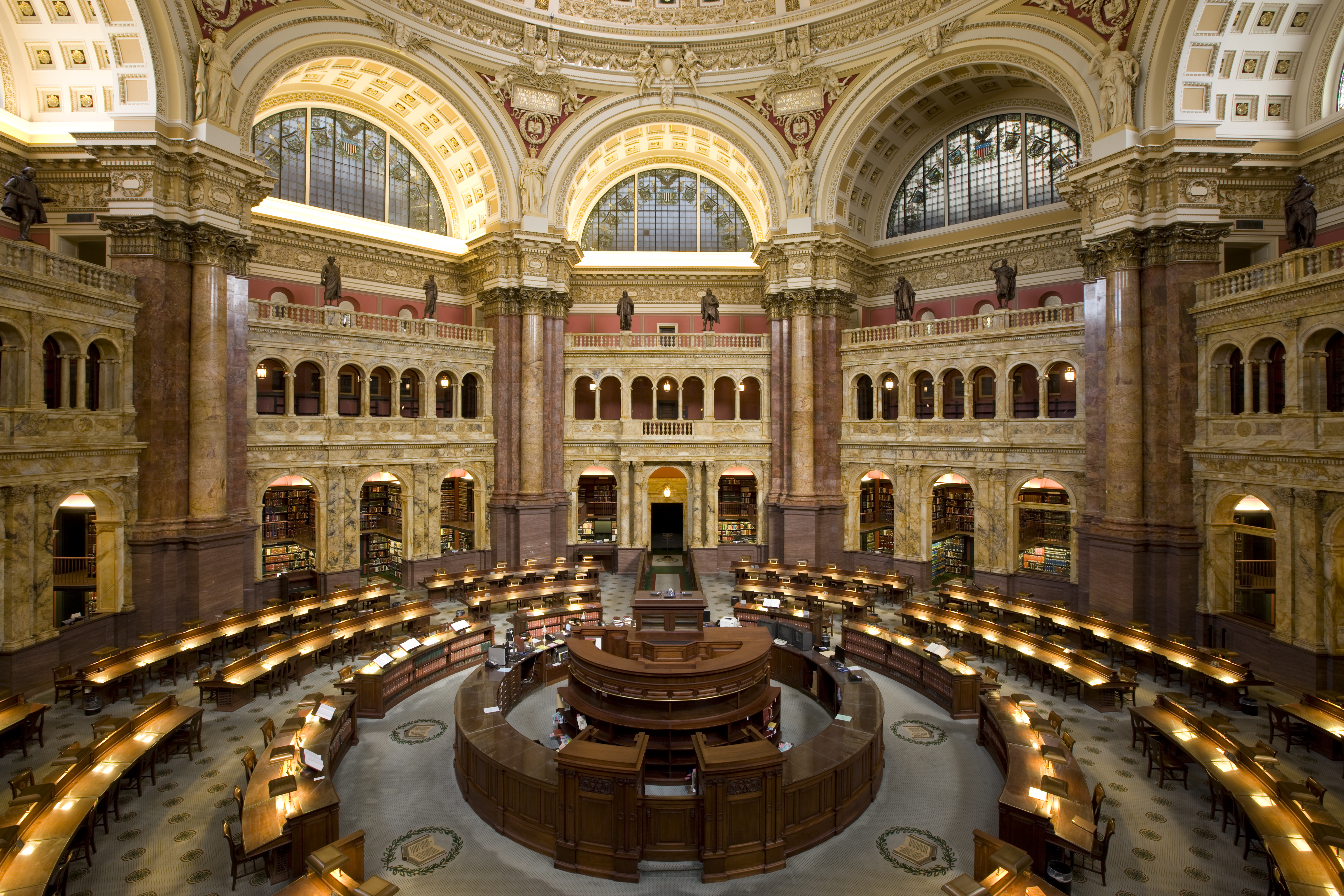
Czytelnia Biblioteki Kongresu

Biblioteka (gr. βιβλιοθήκη bibliotheke; βιβλίον biblion – książka, θήκη thēkē – zbiornik) – instytucja kultury, która gromadzi, przechowuje i udostępnia materiały biblioteczne oraz informuje o materiałach bibliotecznych (swoich i obcych).
W praktyce funkcjonują biblioteki publiczne, biblioteki prywatne, biblioteki kościelne i inne opisane w dalszej części artykułu.
Ogólne zasady działania bibliotek publicznych określa Ustawa z czerwca 1997 z późniejszymi poprawkami. „Biblioteki i ich zbiory stanowią dobro narodowe oraz służą zachowaniu dziedzictwa narodowego. Biblioteki organizują i zapewniają dostęp do zasobów dorobku nauki i kultury polskiej oraz światowej”.
Materiały biblioteczne to zbiór dokumentów, które są gromadzone, przechowywane i udostępniane w bibliotekach. Klasyczne zbiory biblioteczne są mocno związane z nośnikami fizycznymi. Materiały dostępne w postaci cyfrowej są gromadzone i udostępniane w tzw. bibliotekach cyfrowych.

## Zbiory biblioteczne
W bibliotekach gromadzone są dzieła zwielokrotnione dowolną techniką w celu rozpowszechnienia, a w szczególności:
- piśmiennicze, jak:
  - książki,
  - broszury,
  - gazety,
  - czasopisma i inne wydawnictwa ciągłe,
  - druki ulotne,
  - afisze,
- graficzne i graficzno-piśmiennicze, jak:
  - mapy,
  - plakaty,
  - plany,
  - wykresy,
  - tabele,
  - rysunki,
  - ilustracje,
  - nuty,
- audiowizualne utrwalające dźwięk, obraz lub obraz i dźwięk, jak:
  - płyty,
  - taśmy,
  - kasety,
  - przeźrocza,
  - mikrofilmy,
  - mikrofisze,
  - audiobooki,
- zapisane na informatycznych nośnikach danych,
- oprogramowanie komputerowe[4].

Materiał biblioteczny ułożony jest według klasyfikacji bibliotecznej lub tzw. sygnatur („numerus currens”). W niektórych bibliotekach część zbiorów jest wyłączona z publicznego dostępu i materiały stamtąd jest wyszukiwany przez personel biblioteki po złożeniu zamówienia.
Oprócz samych zbiorów często równie istotnym źródłem informacji są ich katalogi.
Pierwotnie funkcję biblioteki pełniły przy okazji archiwa zawierające głównie korespondencję, zapiski transakcji i inwentarze.

## Dzieje bibliotek

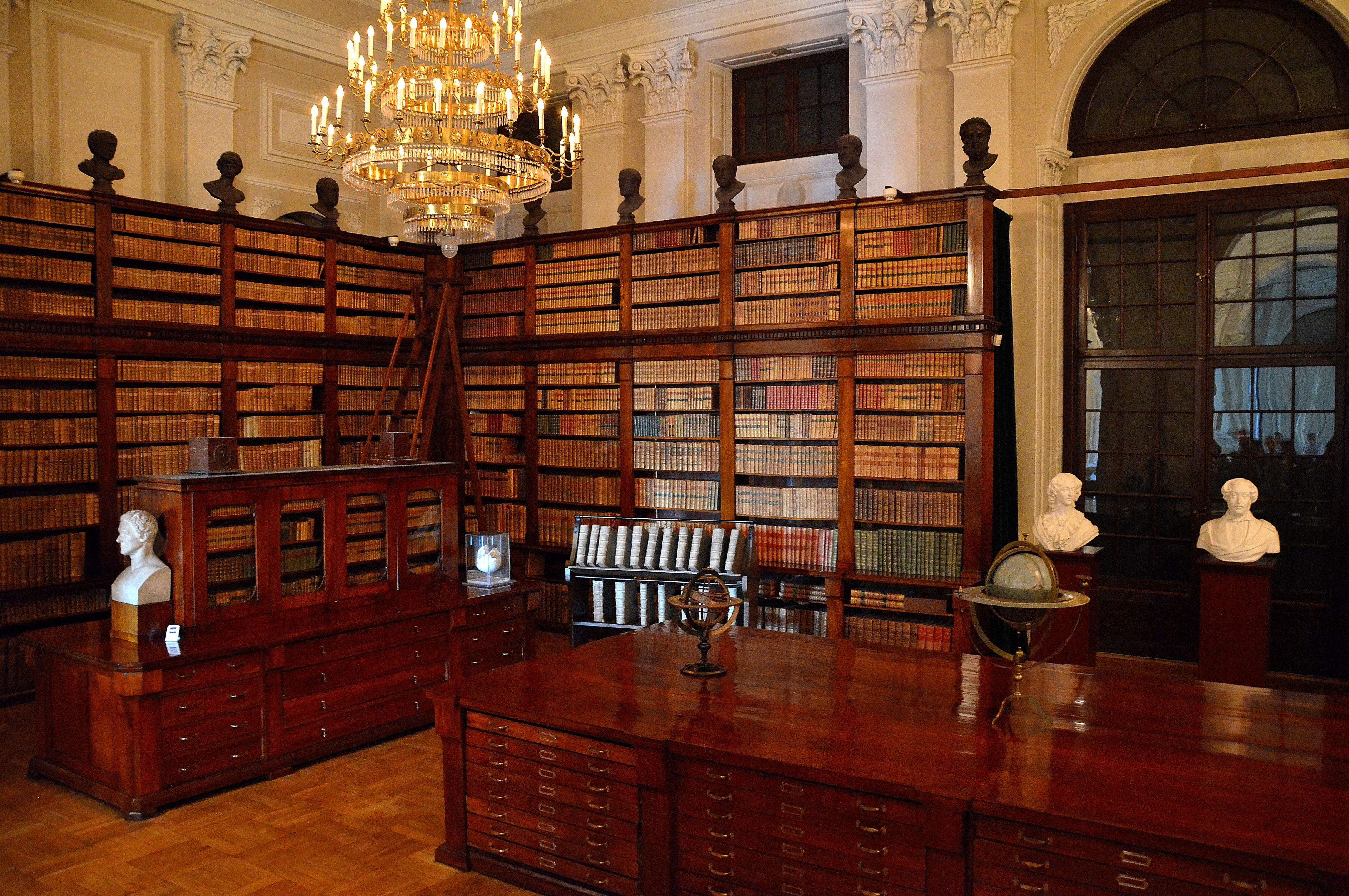
Biblioteka Narodowa, zbiory specjalne

Przekazy źródłowe informują o istnieniu bibliotek już w trzecim tysiącleciu p.n.e. (np. biblioteki w Egipcie za czasów IV dynastii i w Chinach). W Mezopotamii w VII w. p.n.e. powstała Biblioteka Aszurbanipala zawierająca ponad 5000 dzieł na ponad 30 tys. tabliczkach klinowych. W starożytnej Grecji za najstarsze uchodziły biblioteki tyrana Polikratesa na wyspie Samos oraz Pizystrata w Atenach, które powstały w VI wieku p.n.e. Najsłynniejsze były jednak biblioteki w Aleksandrii – Biblioteka Aleksandryjska założona przez Ptolemeuszów oraz biblioteka Serapejon przy świątyni Serapisa. Największy zbiór dzieł chrześcijańskich w starożytności zawierała Biblioteka w Cezarei. W okresie helleńskim niektóre z bibliotek posiadały już charakter publiczny. Natomiast w średniowieczu rozwinęły się biblioteki klasztorne i kościelne (XIII–XIV wiek), a następnie uniwersyteckie. Podstawową funkcją tych pierwszych bibliotek było gromadzenie ksiąg, jak również ich wytwarzanie. Biblioteki dworskie (powstawały najczęściej na dworach królewskich) miały bardzo wąski społeczny zasięg.
Zmiany nastąpiły dopiero w XV–XVI w., kiedy rozpowszechnił się druk. W tym czasie powstały liczne biblioteki humanistów, królów, możnowładców, zaczęły powstawać biblioteki mieszczańskie. Okres reformacji bardzo wyraźnie natomiast wpłynął na rozwój bibliotek miejskich. W XVII–XVIII wieku niektóre biblioteki np. możnowładców stawały się bibliotekami publicznymi, były szerzej dostępne i ogólnonarodowe (b. fundacyjne). W Oświeceniu przy instytucjach naukowych zaczęły powstawać pierwsze biblioteki specjalne. Wraz z sekularyzacją zakonów księgozbiory, które się tam znajdowały, zasiliły biblioteki świeckie.
W XVIII–XIX wieku, kiedy nastąpił gwałtowny rozwój nauki, zaczęły powstawać biblioteki towarzystw naukowych. W XIX wieku i początku XX wraz z upowszechnieniem się nauki biblioteki uzyskały rangę instytucji społeczno-kulturalnych o charakterze publicznym. Biblioteki i ich funkcje stawały się coraz bardziej zróżnicowane. Powstały i rozwijały się biblioteki powszechne. Organizowano biblioteki narodowe, parlamentarne, władz i urzędów. Powstają nowe typy bibliotek specjalnych:
- biblioteki dla niewidomych
- biblioteki szpitalne
- biblioteki dla dzieci

Gwałtowny rozwój nauki, techniki, szkolnictwa, wzrost produkcji wydawniczej – to wszystko spowodowało gwałtowny rozwój bibliotek i usług bibliotecznych. Wzrasta stan zbiorów i ich wykorzystanie. Rozwijają się biblioteki szkół wyższych-naukowe i fachowe. Działalność bibliotek w zakresie udostępniania i udzielania informacji rozszerza się, wprowadza się wypożyczanie międzybiblioteczne oraz wolny dostęp do magazynów.
Z rozwojem usług bibliotecznych wiąże się rozwój bibliotekarstwa.

## Podstawowe zadania bibliotek
- Gromadzenie, opracowywanie, przechowywanie i ochrona materiałów bibliotecznych;
- Obsługa użytkowników, przede wszystkim:
  - udostępnianie zbiorów,
  - prowadzenie działalności informacyjnej, zwłaszcza informowanie o zbiorach własnych, innych bibliotek, muzeów i ośrodków informacji naukowej,
  - współdziałanie z archiwami w zakresie działalności informacyjnej,
- prowadzenie działalności bibliograficznej, dokumentacyjnej, naukowo-badawczej, wydawniczej, edukacyjnej, popularyzatorskiej i instrukcyjno-metodycznej[6].

## Typy bibliotek

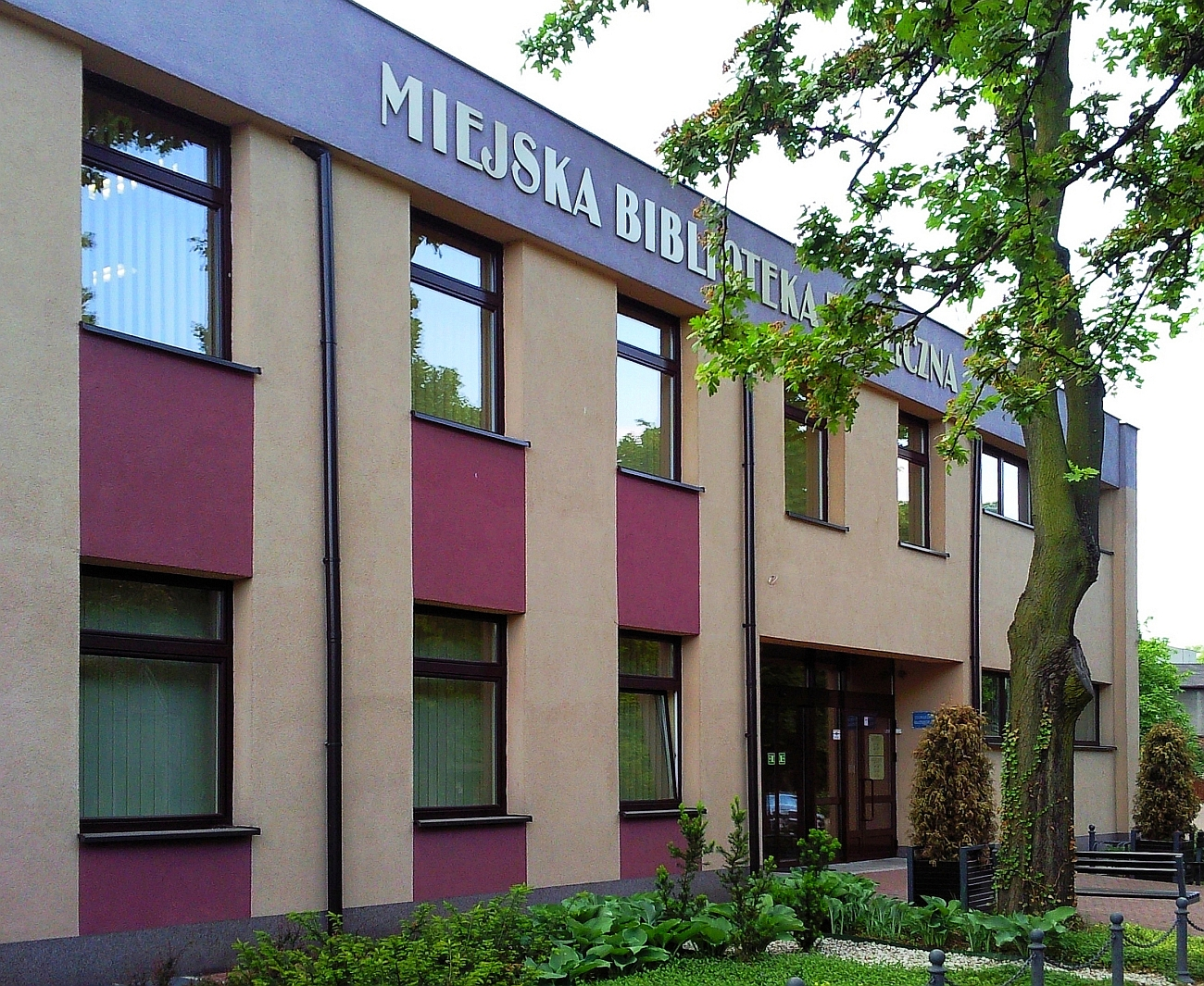
Miejska Biblioteka Publiczna w Czeladzi

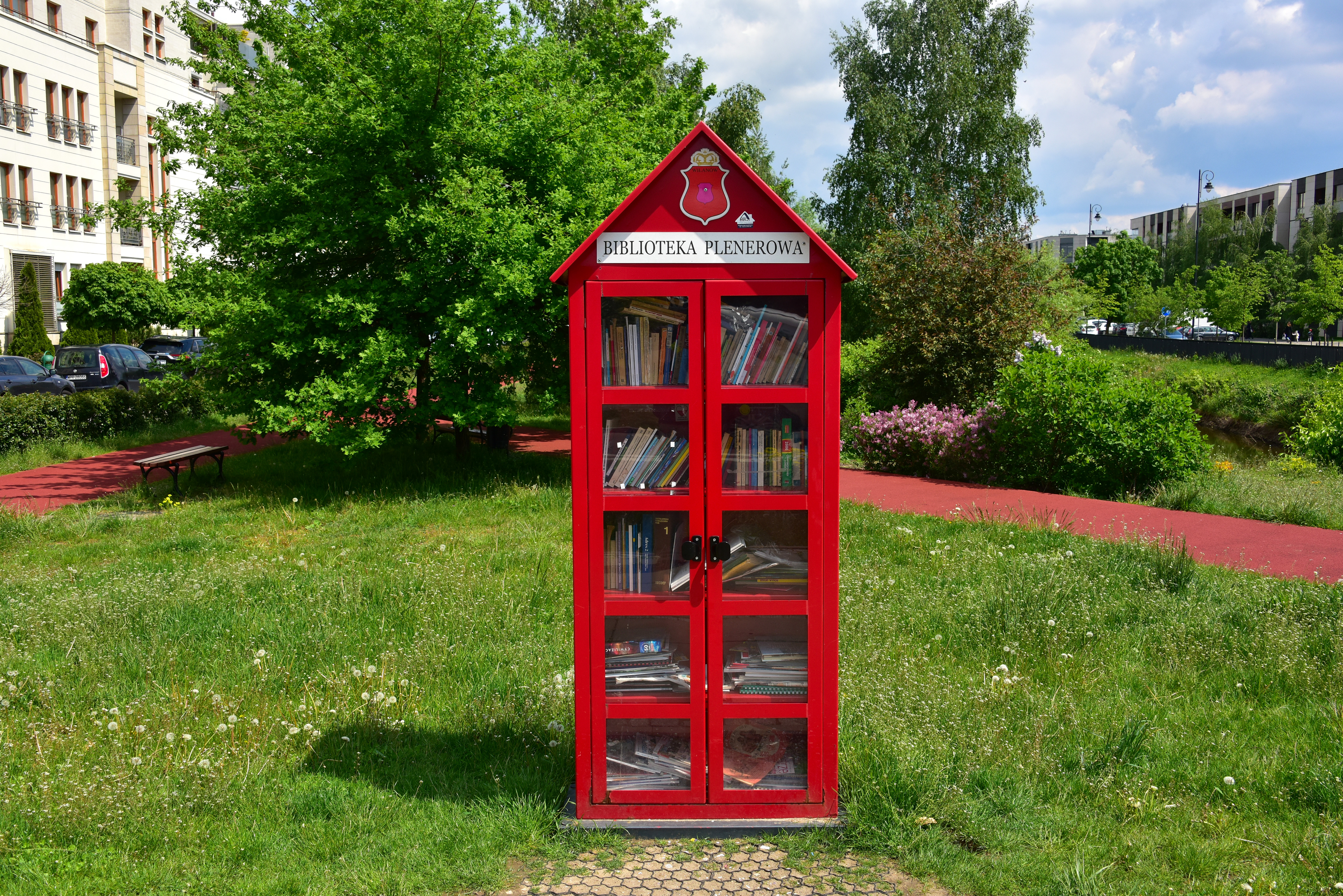
Biblioteka plenerowa przy ul. Klimczaka w Warszawie

Biblioteki dzieli się ze względu na sposób udostępniania zbiorów na:
- prezencyjne – nie wypożyczające swoich zbiorów na zewnątrz, które są dostępne tylko w jej czytelni
- biblioteki wypożyczające

Większość bibliotek ma w praktyce charakter mieszany – tzn. posiada zbiory, które można pożyczać i zbiory, które są dostępne wyłącznie w czytelni. Biblioteki przechowują też czasami zbiory, które nie są publicznie dostępne (np. stare druki, rękopisy lub materiały objęte klauzulą tajności).
Podział bibliotek według różnych kryteriów:
ze względu na charakter środowiska czytelniczego i formy wykonywanych usług
1. biblioteki publiczne
2. biblioteki naukowe
3. biblioteki branżowe (fachowe np. pedagogiczne, techniczne, lekarskie, rolnicze itp.)
4. biblioteki szkolne i uczelniane
5. biblioteki innych zbiorowości zamkniętych (garnizonowe, szpitalne, sanatoryjne, więzienne itp.)
6. biblioteki zakładowe

ze względu na zakres tematyczny księgozbioru
1. biblioteki ogólne
2. biblioteki specjalne

ze względu na metodę udostępniania
1. biblioteki prezencyjne
2. biblioteki wypożyczające
3. biblioteki zamknięte

ze względu na terytorialny zasięg działania
1. biblioteki międzynarodowe
2. biblioteki ogólnokrajowe (np. biblioteki narodowe, centralne, główne)
3. biblioteki regionalne
4. biblioteki lokalne

Pod względem formalno-prawnym biblioteki stanowią bądź instytucje samoistne, bądź niesamoistne.
zależnie od podmiotów tworzących, utrzymujących i finansujących wyróżniamy
- biblioteki sektora publicznego - zorganizowana jako samodzielny podmiot (wyłącznie w przypadku bibliotek rządowych lub samorządowych) w formie publicznej instytucji kultury albo (w przypadku bibliotek pedagogicznych) publicznej placówki oświatowej, ewentualnie jako część (dział, oddział, komórka zakładowa) jakiejkolwiek instytucji publicznej, działająca w strukturach lub pod nadzorem:

1. instytucji administracji rządowej (biblioteki rządowe);
2. pozostałych instytucji centralnych takich jak NBP, Kancelaria SejmU lub Biuro RPO, a także sądów (biblioteki państwowe inne niż rządowe)
3. jednostek samorządu terytorialnego lub ich związków (biblioteki samorządowe);
4. uczelni publicznych, instytutów badawczych, PAN i jej instytutów naukowych, instytutów Sieci Łukasiewicz (biblioteki publicznych instytucji nauki i szkolnictwa wyższego)
5. przedsiębiorstw państwowych;

- biblioteki z pogranicza sektorów publicznego i niepublicznego - należące do spółek, których akcje lub udziały (ich całość, większość lub pakiet kontrolny) pośrednio lub pośrednio należą do instytucji państwowych lub samorządowych;
- biblioteki sektora niepublicznego

1. biblioteki przedsiębiorstw innych niż przedsiębiorstwa państwowe lub spółki handlowe, których całość, większość lub pakiet kontrolny udziałów lub akcji pośrednio lub pośrednio należy do instytucji państwowych lub samorządowych;
2. biblioteki uczelni niepublicznych
3. biblioteki społeczne
4. biblioteki kościelne
5. biblioteki prywatne osób fizycznych

## Zadania poszczególnych rodzajów bibliotek

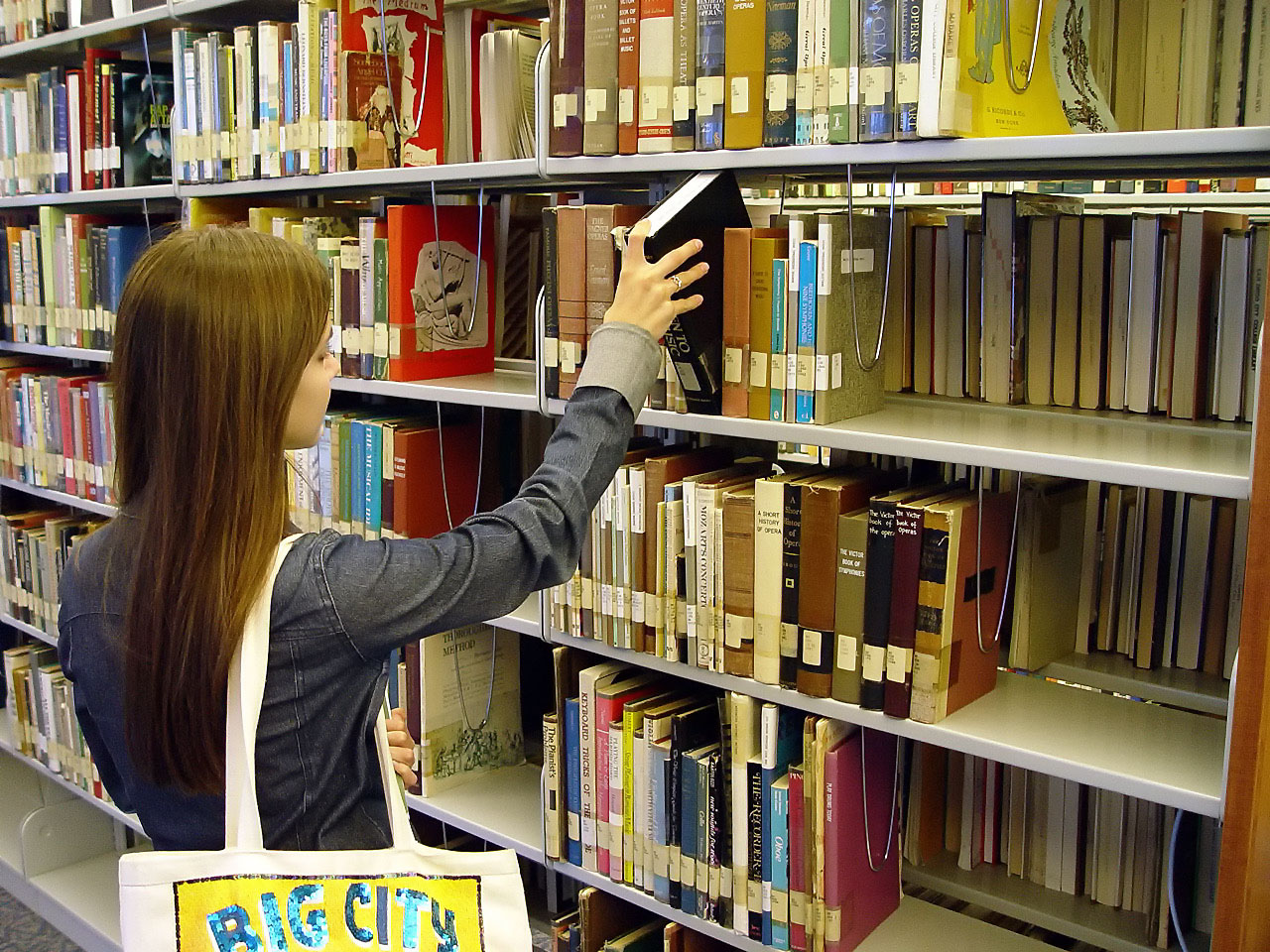
Wypożyczanie książek z biblioteki

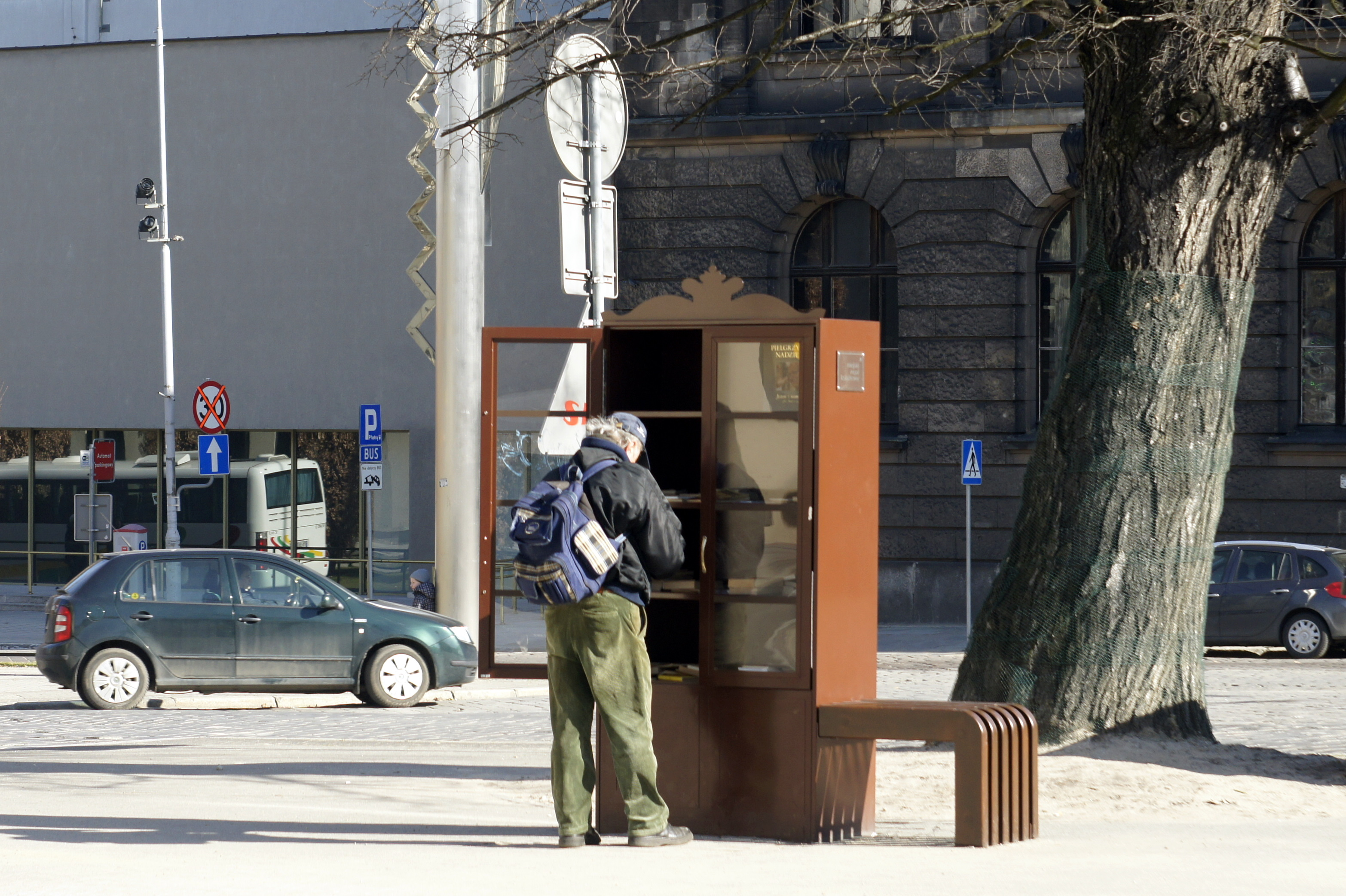
Miejski regał książkowy w Poznaniu realizujący ideę wolnego krążenia książek (bookcrossingu)

Zadania bibliotek dziecięco-młodzieżowych
1. wypełnianie wolnego czasu
2. wychowanie
3. rozwijanie zainteresowań
4. formy kulturalne (rozszerzania horyzontów, np. kultura regionu)
5. formy edukacyjne
6. przygotowanie do korzystania z innych bibliotek

Zadania bibliotek szkolnych
1. kształcąco-wychowawcze
2. opiekuńczo-wychowawcze (np. kształtowanie kultury czytelniczej)
3. kulturalno-rekreacyjne

Zadania bibliotek publicznych
1. zaspokajanie potrzeb czytelniczych, informacyjnych „nie wiesz? Zapytaj w bibliotece”
2. upowszechnienie czytelnictwa
3. kształtowanie kultury czytelniczej – co warto czytać?, jak poszukiwać?, jak czytać z korzyścią?
4. organizowanie form pracy kulturalnej, rozrywki i rekreacji
5. uzupełnienie działalności innych rodzajów bibliotek
6. popularyzacja zbiorów i usług w środowisku- stosowanie marketingu, promowanie swego działania

Zadania bibliotek fachowych
1. gromadzenie i udostępnianie materiałów bibliotecznych zgodnie z profilem zakładu pracy
2. działalność inf. W tym zakresie
3. badania potrzeb użytkowników, wychodzenie im naprzeciw
4. przysposobienie biblioteczne i informacyjne dla pracowników zakładu, np.: materiały ze szkoleń
5. prowadzenie doradztwa dokształcającego i doskonalenia pracowników
6. upowszechnienie czytelnictwa literatury fachowej z danego zakresu
7. współpraca z innymi bibliotekami

Zadania bibliotek naukowych
1. warsztat pracy naukowej i dydaktycznej[3]
2. pomoc w kształceniu studentów, kadry naukowej
3. praca naukowo-badawcza w zakresie bibliologii, bibliotekoznawstwa i informacji naukowej

Zadania bibliotek narodowych
1. gromadzenie, archiwizowanie, przechowywanie poloników „dla potomności”
2. informowanie o zbiorach – publikowanie bibliografii, tworzenie systemu informowania o zbiorach
3. centralny ośrodek normalizacji – ustalanie przepisów normalizujących pracę bibliotek w całym kraju
4. aktywny udział w kreowaniu koncepcji i polityki bibliotecznej w kraju, tworzenie sieci bibliotek

Zadania bibliotek centralnych
1. gromadzą zbiory z jednej dziedziny lub jednolite pod względem formy, np. Centralna Biblioteka Rolnicza, Centralna Biblioteka dla Niewidomych
2. gromadzenie i udostępnianie zbiorów
3. ośrodek centralny sieci bibliotek danego typu – jednolity system informacyjny dla tych bibliotek(sieci)
4. współpraca z bibliotekami sieci i innymi placówkami

Zadania bibliotek specjalnych
Biblioteką specjalną jest biblioteka, która gromadzi, opracowuje i udostępnia dokumenty dotyczące wybranej dziedziny lub dziedzin wiedzy lub w określonej formie. Przykładami takiej bibliotek mogą być biblioteki instytutów naukowych, towarzystw, parlamentów oraz biblioteki teatralne, wojskowe, uczelniane, muzyczne etc.
1. zadania tak jak w innych
2. dokumentowanie, upowszechnianie działalności instytucji macierzystej

Zadania bibliotek głównych szkół wyższych
Biblioteki szkół wyższych są bibliotekami naukowymi o charakterze powszechnym.
1. zadania tak jak w innych
2. szkolenia pracowników zatrudnionych w sieci, studentów
3. dokumentowanie i upowszechnianie dorobku naukowego uczelni[8].

## Biblioteki w Polsce

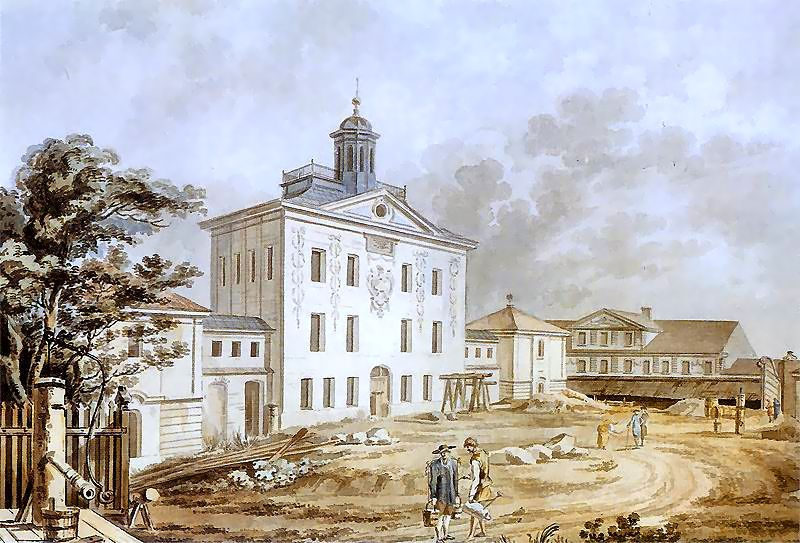
Zygmunt Vogel, Widok Biblioteki Załuskich, 1801

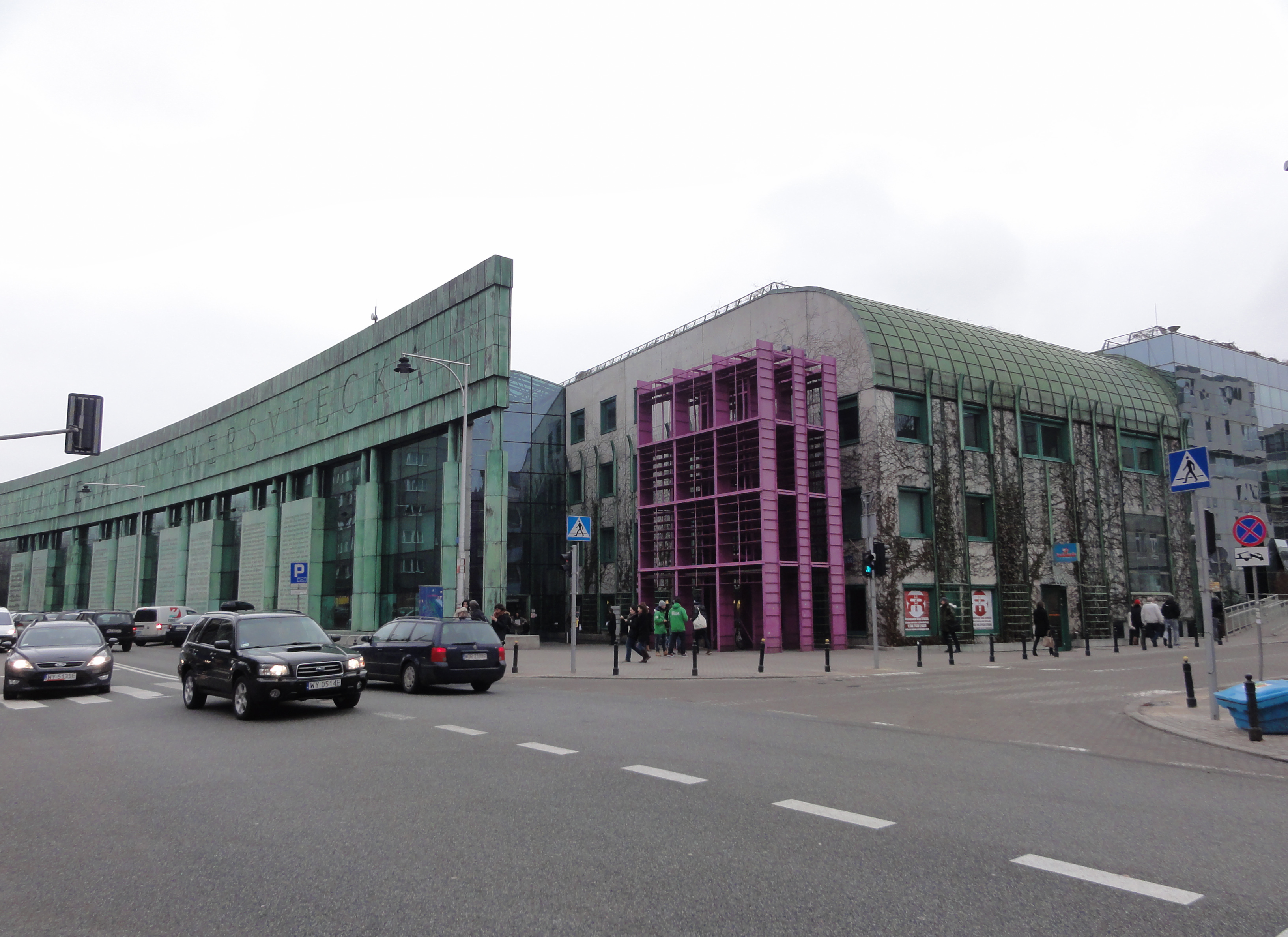
Biblioteka Uniwersytecka w Warszawie

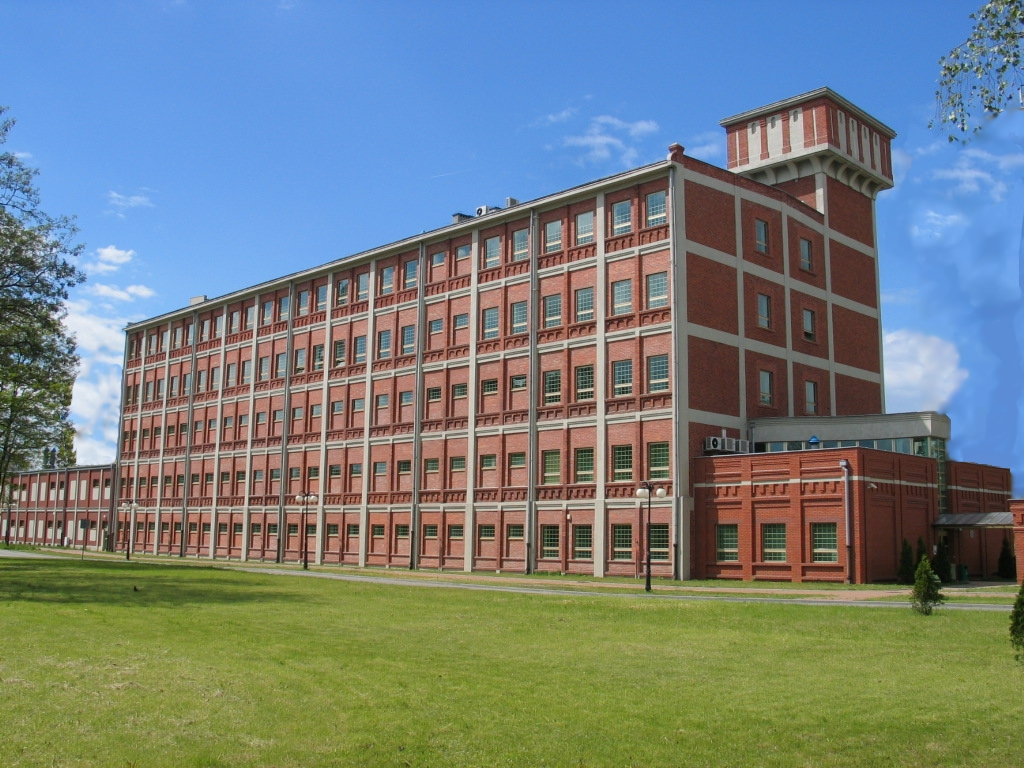
BGPŁ w Łodzi – była fabryka wyrobów gumowych Schweikerta (potem Stomil)

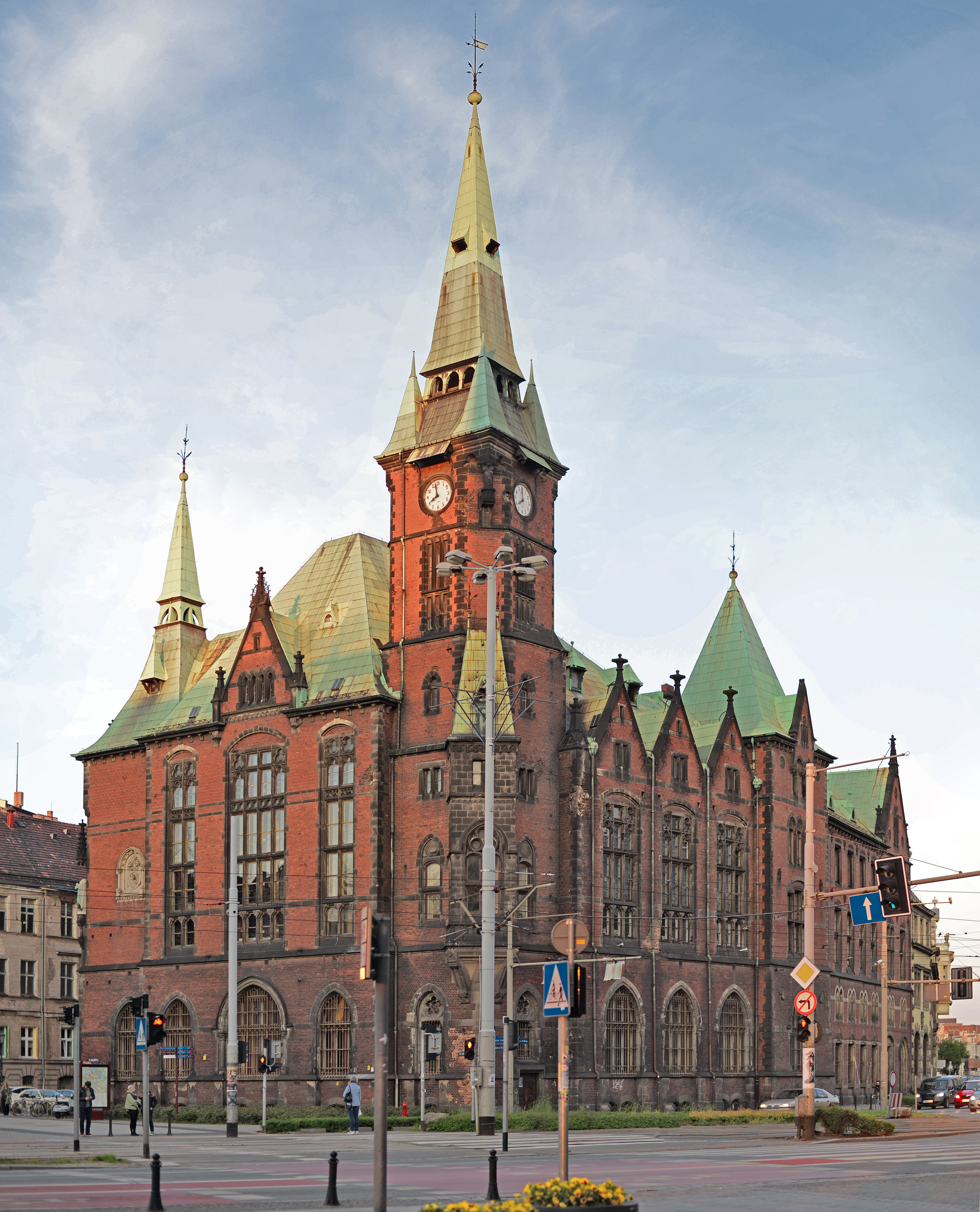
Dawny gmach Biblioteki Uniwersyteckiej we Wrocławiu

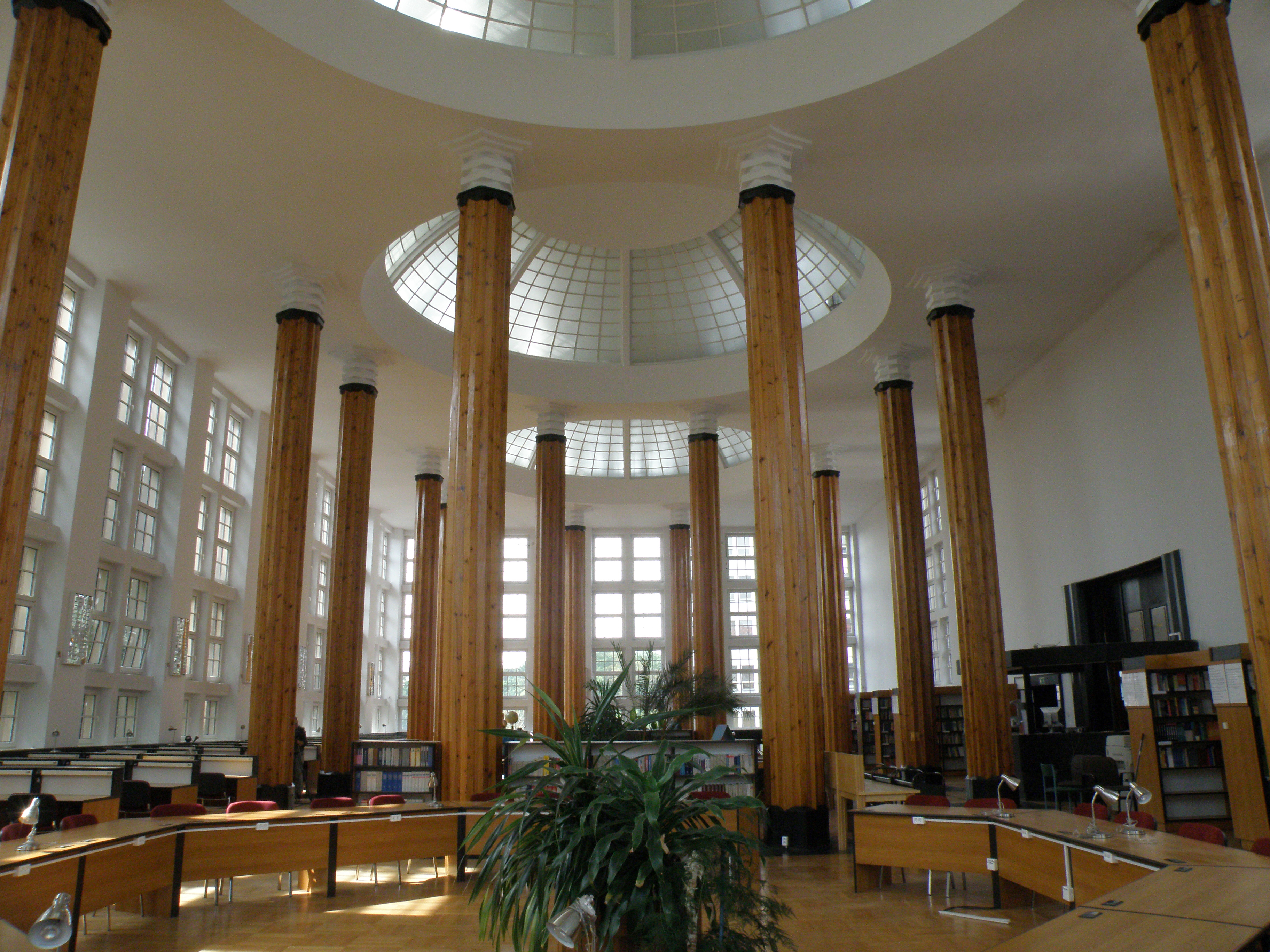
Czytelnia biblioteki Szkoły Głównej Handlowej w Warszawie (SGH)

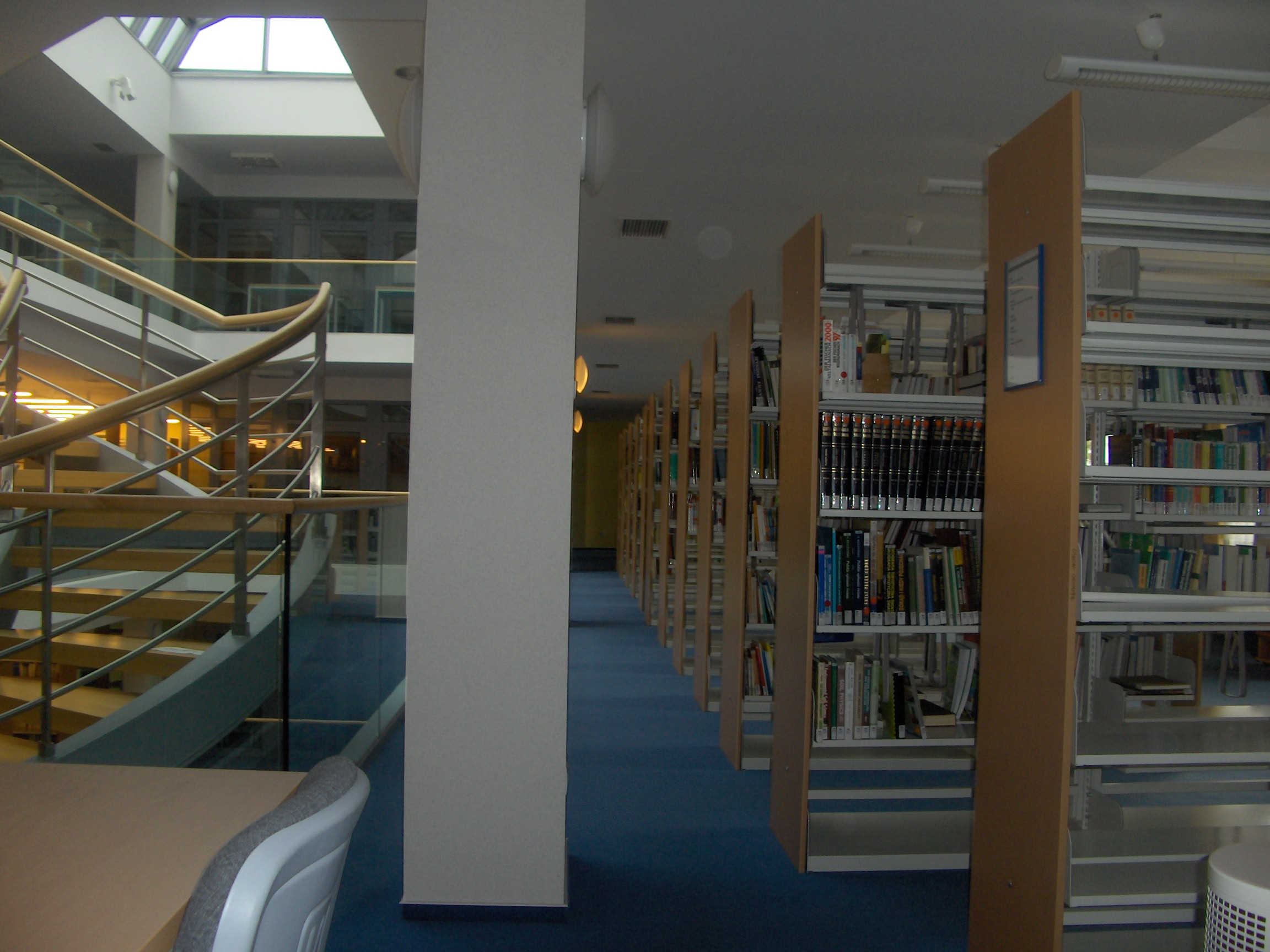
Biblioteka Collegium Polonicum w Słubicach

Działalność bibliotek w Polsce regulowały akty prawne z 1946, 1968, 1997.

### Biblioteki publiczne
Bibliotekami publicznymi w Polsce są:
- Biblioteka Narodowa
- biblioteki samorządowe działające w formie instytucji kultury (jako samodzielna instytucja lub jako jej część)

Pojęcie biblioteki publicznej zdefiniowane jak wyżej należy odróżniać od znacznie szerszego terminu biblioteki sektora publicznego. Nie każda biblioteka samorządowa jest biblioteką publiczną - nie jest nią na przykład biblioteka pedagogiczna, będąca instytucją samorządową, ale działającą w formie placówki oświatowej. Podobnie, nie jest nią biblioteka działająca jako instytucja kultury inna niż samorządowa, z wyjątkiem Biblioteki Narodowej (np. Główna Biblioteka Lekarska im. Stanisława Konopki w Warszawie).

#### Wojewódzkie biblioteki publiczne

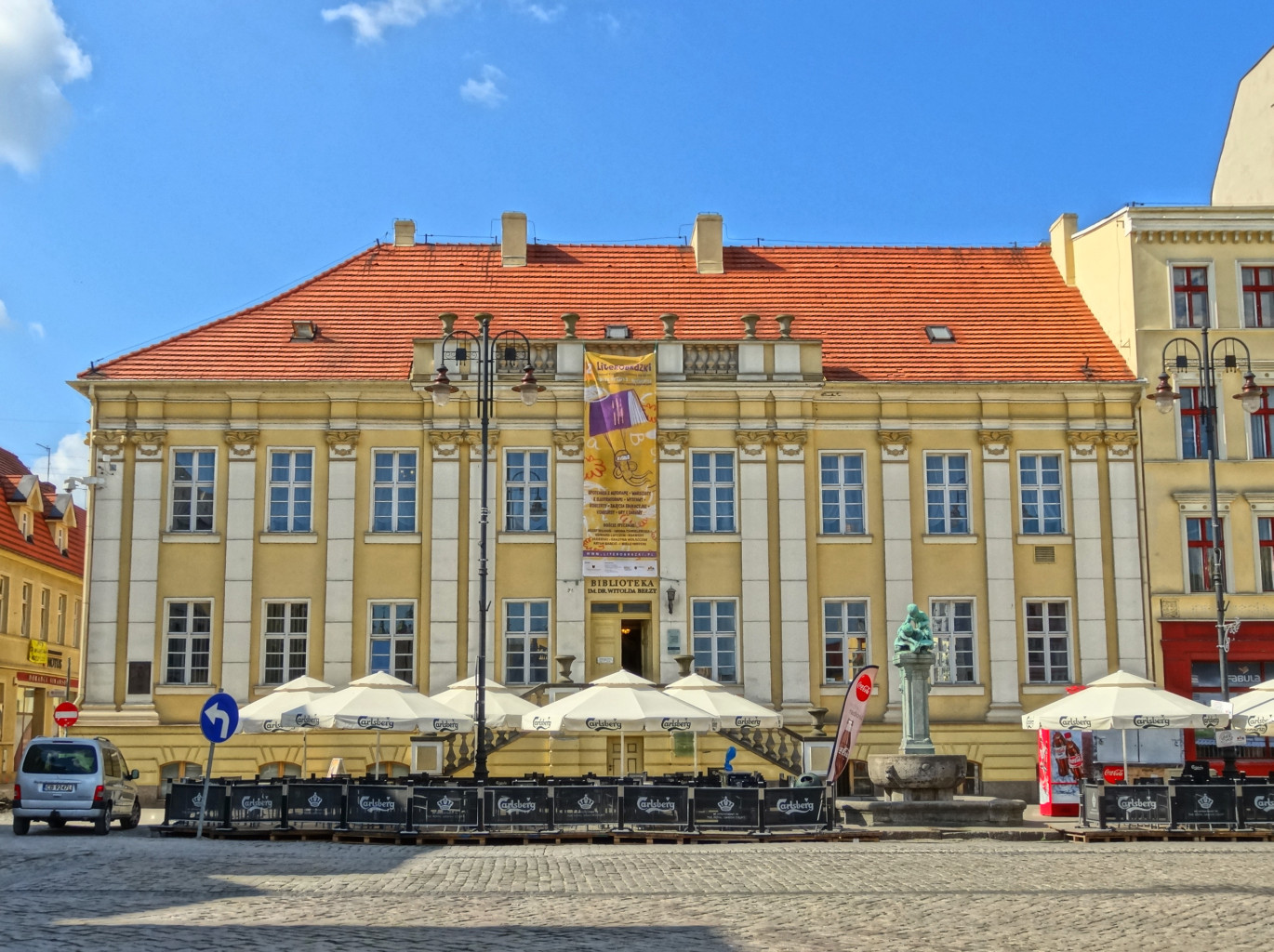
Wojewódzka i Miejska Biblioteka Publiczna w Bydgoszczy

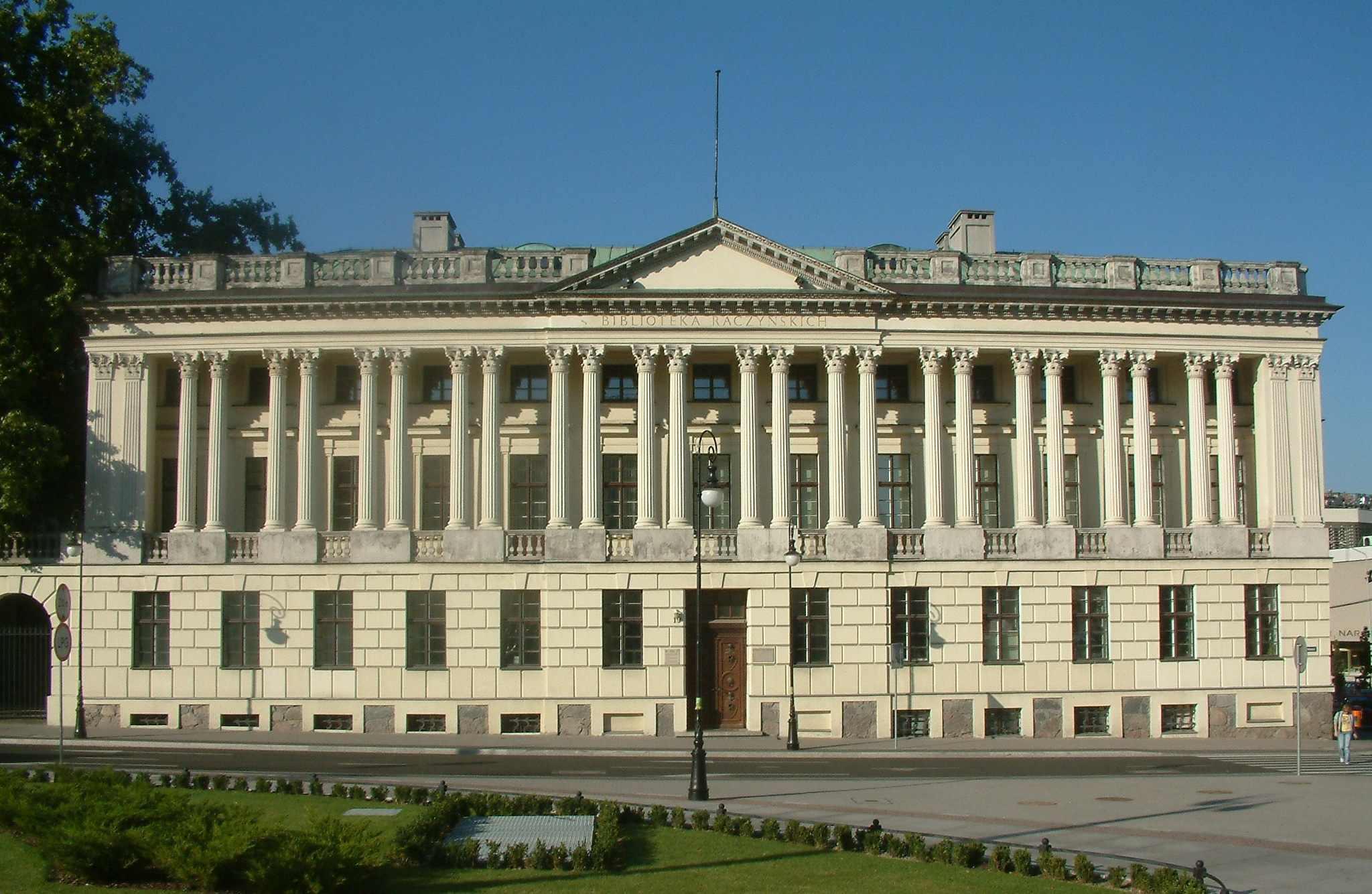
Biblioteka Raczyńskich w Poznaniu

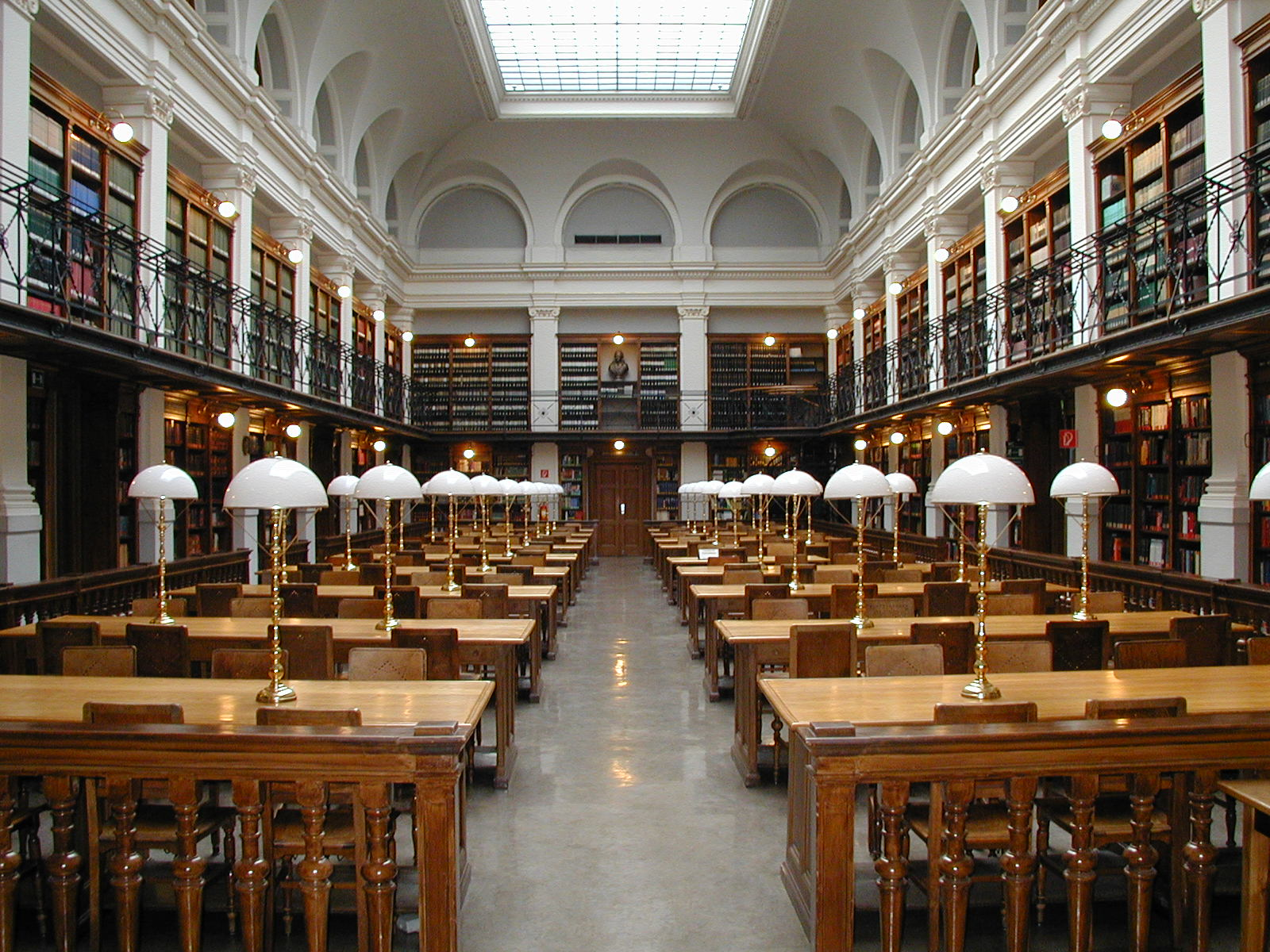
Czytelnia biblioteki uniwersyteckiej w Grazu w Austrii

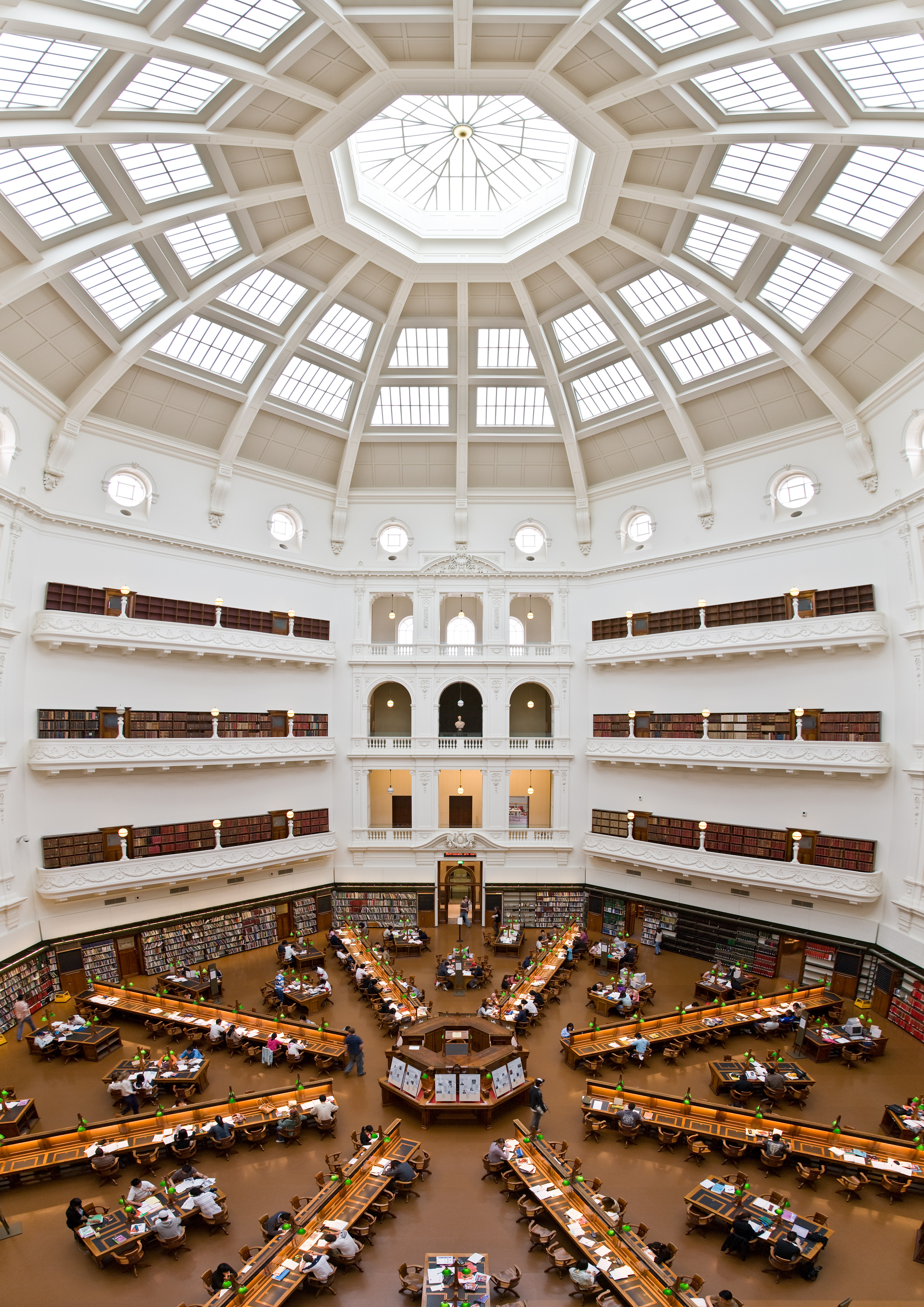
Czytelnia La Trobe biblioteki stanu Wiktoria w Melbourne

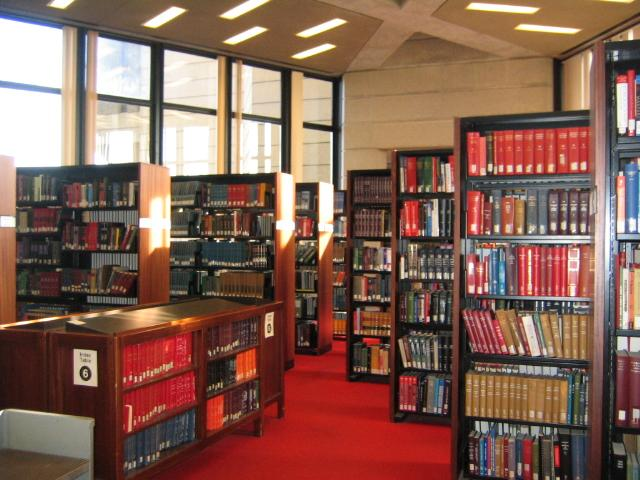
Biblioteka uniwersytecka w Toronto

Biblioteka Narodowa i Uniwersytecka w Lublanie w Słowenii

Biblioteka im. Soemana H.S. w Pekanbaru w Indonezji

Wojewódzkie biblioteki publiczne znajdują się we wszystkich 18 miastach wojewódzkich. Do ich zadań należy – obok gromadzenia, opracowywania i udostępniania materiałów bibliotecznych – pełnienie funkcji ośrodka informacji biblioteczno-bibliograficznej, organizowanie obiegu wypożyczeń międzybibliotecznych oraz opracowywanie i publikowanie bibliografii regionalnych, a także innych materiałów informacyjnych o charakterze regionalnym; badanie stanu i stopnia zaspokojenia potrzeb użytkowników, analizowanie stanu, organizacji i rozmieszczenia bibliotek oraz formułowanie i przedstawianie organizatorom propozycji zmian w tym zakresie, udzielanie bibliotekom pomocy instrukcyjno-metodycznej i szkoleniowej oraz sprawowanie nadzoru merytorycznego, w zakresie realizacji przez powiatowe, miejskie, miejsko-gminne, gminne, lub (wyłącznie w Warszawie) dzielnicowe biblioteki publiczne zadań im wyznaczonych.
- Biblioteka Śląska w Katowicach – ponad 2,6 mln jednostek[14]
- Książnica Pomorska im. Stanisława Staszica w Szczecinie – 1,7 mln[15]
- Biblioteka Publiczna m.st. Warszawy – Biblioteka Główna Województwa Mazowieckiego – ok. 1,5 mln[16]
- Książnica Podlaska im. Łukasza Górnickiego w Białymstoku – ponad 1,3 mln (2021)[17]
- Wojewódzka i Miejska Biblioteka Publiczna im. dra Witolda Bełzy w Bydgoszczy – 0,99 mln (2022)[18]
- Wojewódzka Biblioteka Publiczna – Książnica Kopernikańska w Toruniu – 0,85 mln (2022)[19]
- Wojewódzka Biblioteka Publiczna im. Marszałka Józefa Piłsudskiego w Łodzi – 0,82 mln[20]
- Wojewódzka i Miejska Biblioteka Publiczna im. Josepha Conrada-Korzeniowskiego w Gdańsku – 0,67 mln (2022)[21][22]
- Wojewódzka i Miejska Biblioteka Publiczna im. Cypriana Norwida w Zielonej Górze – 0,63 mln (2018)[23]
- Wojewódzka i Miejska Biblioteka Publiczna w Rzeszowie – 0,56 mln[24]
- Wojewódzka Biblioteka Publiczna w Krakowie – 0,54 mln (2016)[25]
- Wojewódzka Biblioteka Publiczna im. Hieronima Łopacińskiego w Lublinie – 0,48 (2011)[26]
- Wojewódzka i Miejska Biblioteka Publiczna im. Zbigniewa Herberta w Gorzowie Wielkopolskim – 0,43 mln (2009)[27]
- Wojewódzka Biblioteka Publiczna im. Witolda Gombrowicza w Kielcach – ponad 0,4 mln (2018) mln[28]
- Wojewódzka Biblioteka Publiczna im. Emilii Sukertowej-Biedrawiny w Olsztynie – 0,34 mln (2012)[29]
- Dolnośląska Biblioteka Publiczna im. Tadeusza Mikulskiego we Wrocławiu – 0,32 mln[potrzebny przypis]
- Wojewódzka Biblioteka Publiczna im. Emanuela Smołki w Opolu – 0,24 mln[potrzebny przypis]
- Wojewódzka Biblioteka Publiczna i Centrum Animacji Kultury w Poznaniu

#### Przykłady pozostałych bibliotek publicznych
- Biblioteka Kraków - 1 282 482 woluminów (stan na koniec 2020 r.)[30][31]
- Biblioteka Raczyńskich w Poznaniu – 1,6 mln jednostek[32]
- Książnica Beskidzka – 0,65 mln[33]
- Miejska Biblioteka Publiczna w Lublinie - 0,68 mln jednostek bibliotecznych (2018)
- Biblioteka Publiczna w Dzielnicy Wola m.st. Warszawy – 0,53 mln[potrzebny przypis]
- Koszalińska Biblioteka Publiczna im. Joachima Lelewela – 0,47 mln jednostek bibliotecznych
- Miejska Biblioteka Publiczna im. Józefa A. i Andrzeja S. Załuskich w Radomiu - 0,42 mln woluminów[34]
- Miejska Biblioteka Publiczna w Opolu – 0,36 mln jednostek bibliotecznych
- Miejska Biblioteka Publiczna im. Adama Próchnika w Piotrkowie Trybunalskim – 0,33 mln jednostek bibliotecznych
- Krośnieńska Biblioteka Publiczna (Krosno) – 0,32 mln jednostek bibliotecznych
- Powiatowa i Miejska Biblioteka Publiczna im. Pantaleona Szumana w Pile - 0,3 mln woluminów[35]
- Miejska Biblioteka Publiczna im. Adama Asnyka w Kaliszu – ok. 0,3 mln (2005)[36]
- Miejska Biblioteka Publiczna im. Stanisława Grochowiaka w Lesznie – 0,22 mln[potrzebny przypis]
- Biblioteka Publiczna w Dzielnicy Bemowo m.st. Warszawy – 0,19 mln jednostek bibliotecznych (książek i zbiorów specjalnych)[37]
- Miejska Biblioteka Publiczna im. Józefa Wybickiego w Sopocie - 0,18 mln woluminów
- Biblioteka Publiczna im. Kazimiery Iłłakowiczówny w Trzciance – 0,13 mln jednostek bibliotecznych
- Biblioteka Miejska im. Jana Kasprowicza w Inowrocławiu – 0,12 mln jednostek bibliotecznych
- Miejska Biblioteka Publiczna w Kościanie – 0,11 mln jednostek bibliotecznych
- Miejska Biblioteka Publiczna im. Stefana Michalskiego w Chodzieży – 0,1 mln jednostek bibliotecznych
- Biblioteka Publiczna im. Edmunda Calliera w Szamotułach – 0,1 mln jednostek bibliotecznych
- Miejska Biblioteka Publiczna w Koninie – 0,08 mln (2005)[38]
- Biblioteka Publiczna im. Stefana Rowińskiego w Ostrowie Wlkp. – 0,04 mln jednostek bibliotecznych
- Biblioteka Publiczna Miasta i Gminy Wronki – 0,03 mln jednostek bibliotecznych
- Biblioteka Publiczna Miasta Gniezna
- Miejska Biblioteka Publiczna w Bytomiu
- Miejska i Powiatowa Biblioteka Publiczna im. Józefa Ignacego Kraszewskiego w Bełchatowie
- Powiatowa i Miejska Biblioteka Publiczna w Lwówku Śląskim

### Inne biblioteki w Polsce

#### Biblioteki szkół wyższych
- Biblioteka Jagiellońska – 8,121 mln jednostek bibliotecznych (stan na dzień 31 grudnia 2018 r.)[39]
- Biblioteka Uniwersytecka w Warszawie – 6,007 mln jednostek bibliotecznych[40]
- Biblioteka Uniwersytecka w Poznaniu – 4,8 mln woluminów[41][42][43]
- Biblioteka Uniwersytecka we Wrocławiu – 4,19 mln jednostek bibliotecznych (stan na 31 grudnia 2018 r.)[44]
- Biblioteka Uniwersytetu Łódzkiego – 3,33 mln woluminów (2018)[45]
- Biblioteka Uniwersytecka w Toruniu – 2,18 mln jednostek bibliotecznych
- Biblioteka Główna Uniwersytetu Marii Curie-Skłodowskiej – 2,17 mln jednostek bibliotecznych
- Biblioteka Główna Uniwersytetu Gdańskiego – 1,66 mln woluminów (stan na 31.12.2018)[46]
- Biblioteka Główna Politechniki Warszawskiej – 1,5 mln jednostek bibliotecznych[47]
- Biblioteka Główna Akademii Górniczo-Hutniczej – 1,34 mln jednostek bibliotecznych (stan na 30.06.2007)[48]
- Biblioteka Główna Politechniki Gdańskiej – 1,20 mln jednostek bibliotecznych[49]
- Biblioteka Uniwersytecka Katolickiego Uniwersytetu Lubelskiego – 1,15 mln jednostek bibliotecznych
- Biblioteka Szkoły Głównej Handlowej – 1 mln woluminów[50]
- Biblioteka Uniwersytetu Śląskiego – 0,93 mln woluminów
- Biblioteka Główna Uniwersytetu Opolskiego - 0,9 mln woluminów[51]
- Biblioteka Uniwersytecka w Olsztynie – 0,9 mln woluminów
- Biblioteka Uniwersytecka w Zielonej Górze – 0,84 mln jednostek bibliotecznych
- Biblioteka Główna i Ośrodek Informacji Naukowo-Technicznej Politechniki Wrocławskiej – 0,8 mln woluminów[52]
- Biblioteka Główna Politechniki Śląskiej 0,79 mln jednostek bibliotecznych (2003)[53]
- Biblioteka Główna Uniwersytetu Przyrodniczego w Poznaniu - 0,78 jednostek bibliotecznych (2012)
- Biblioteka Uniwersytetu Kazimierza Wielkiego w Bydgoszczy – 0,76 mln jednostek bibliotecznych (2011)[54]
- Biblioteka Uniwersytetu Rzeszowskiego – 0,7 mln jednostek bibliotecznych
- Biblioteka Główna Uniwersytetu Szczecińskiego – 0,7 mln druków zwartych
- Biblioteka Główna Uniwersytetu Komisji Edukacji Narodowej w Krakowie – 0,672 mln jednostek bibliotecznych (2015)[55][56]
- Biblioteka Główna Politechniki Łódzkiej – 0,63 mln jednostek bibliotecznych
- Biblioteka Główna Akademii Medycznej w Gdańsku – 0,606 mln jednostek bibliotecznych (stan na 31.12.2009)[57]
- Biblioteka Uniwersytecka w Białymstoku – 0,57 mln[58]
- Biblioteka Główna Uniwersytetu Technologiczno-Przyrodniczego w Bydgoszczy - 0,57 mln jednostek bibliotecznych[59]
- Biblioteka Szkoły Głównej Gospodarstwa Wiejskiego – 0,55 mln woluminów[60]
- Biblioteka Główna Uniwersytetu Kardynała Stefana Wyszyńskiego w Warszawie – 0,48 mln woluminów[61]
- Biblioteka Uniwersytetu Ekonomicznego w Poznaniu – 0,44 mln jednostek bibliotecznych
- Biblioteka Główna Uniwersytetu Ekonomicznego w Krakowie – 0,41 mln jednostek bibliotecznych
- Biblioteka Główna Uniwersytetu Przyrodniczo-Humanistycznego w Siedlcach – 0,35 mln woluminów
- Biblioteka Główna Uniwersytetu Techniczno-Przyrodniczego w Radomiu – 170.000 woluminów książek, 500 tytułów czasopism i 150.000 zbiorów specjalnych[62]
- Biblioteka Uniwersytetu Medycznego im. Karola Marcinkowskiego w Poznaniu – 0,32 mln jednostek bibliotecznych
- Biblioteka Główna Uniwersytetu Medycznego w Łodzi - 0,3 mln woluminów[63]
- Biblioteka Główna Akademii Techniczno-Humanistycznej w Bielsku-Białej – 0,134 mln jednostek bibliotecznych (stan na 2018)[64][65]
- Biblioteka Krakowskiej Akademii im. Andrzeja Frycza Modrzewskiego - 0,13 mln jednostek bibliotecznych
- Biblioteka Zamiejscowego Wydziału Kultury Fizycznej w Gorzowie Wielkopolskim – 0,07 mln jednostek bibliotecznych
- Biblioteka Wyższej Szkoły Bankowej w Poznaniu – 0,05 mln woluminów
- Biblioteka Wyższej Szkoły Kultury Społecznej i Medialnej w Toruniu – 0,04 mln woluminów
- Biblioteka Politechniki Białostockiej – 400 tysięcy woluminów[66]
- Biblioteka Akademii Górnośląskiej im. Wojciecha Korfantego w Katowicach – 64 tys. woluminów
- Biblioteka Ateneum-Szkoły Wyższej w Gdańsku
- Biblioteka Uniwersytetu SWPS – 88 tys. woluminów

#### Biblioteki centralne i główne
- Biblioteka Sejmowa – 0,45 mln woluminów
- Centralna Biblioteka Statystyczna w Warszawie – 0,45 mln jednostek bibliotecznych
- Centralna Biblioteka Rolnicza w Warszawie – 0,43 mln woluminów
- Centralna Biblioteka Geografii i Ochrony Środowiska PAN w Warszawie – 0,27
- Centralna Biblioteka NBP w Warszawie
- Centralna Biblioteka Policyjna w Legionowie
- Centralna Biblioteka Polskiego Związku Niewidomych w Warszawie
- Centralna Biblioteka Kultury Fizycznej Sportu i Turystyki AWF w Warszawie
- Centralna Biblioteka Techniczna NOT w Warszawie
- Centralna Biblioteka Wojskowa w Warszawie
- Główna Biblioteka Komunikacyjna w Warszawie
- Główna Biblioteka Lekarska im. Stanisława Konopki w Warszawie – 0,59 mln woluminów
- Główna Biblioteka Pracy i Zabezpieczenia Społecznego w Warszawie

#### Biblioteki PAN i PAU
- Biblioteka PAN Zakładu Narodowego im. Ossolińskich we Wrocławiu – 1,8 mln jednostek (2015)[67]
- Biblioteka Gdańska PAN – 0,80 mln jednostek bibliotecznych
- Biblioteka Naukowa Polskiej Akademii Umiejętności i Polskiej Akademii Nauk w Krakowie – 0,73 mln wol. i jedn. inw. (stan na 2016)[68]
- Biblioteka Kórnicka – 0,4 mln woluminów (2017)[69]
- Centralna Biblioteka Geografii i Ochrony Środowiska PAN w Warszawie – 0,27

#### Biblioteki pedagogiczne
- Pedagogiczna Biblioteka Wojewódzka w Gdańsku – 0,540 mln jednostek bibliotecznych
- Pedagogiczna Biblioteka Wojewódzka w Łodzi – 0,35 mln woluminów
- Książnica Pedagogiczna im. Alfonsa Parczewskiego w Kaliszu
- Pedagogiczna Biblioteka Wojewódzka im. Józefa Lompy w Katowicach
- Pedagogiczna Biblioteka Wojewódzka im. Hugona Kołłątaja w Krakowie
- Biblioteka Pedagogiczna im. gen. bryg. prof. Elżbiety Zawackiej w Toruniu
- Dolnośląska Biblioteka Pedagogiczna we Wrocławiu
- Biblioteka Pedagogiczna Wojewódzkiego Ośrodka Metodycznego w Gorzowie Wielkopolskim
- Pedagogiczna Biblioteka Wojewódzka im. Marii Grzegorzewskiej w Zielonej Górze
- Biblioteka Pedagogiczna im. H. Radlińskiej Zachodniopomorskiego Centrum Doskonalenia Nauczycieli w Szczecinie

#### Inne biblioteki
- Biblioteka Poznańskiego Towarzystwa Przyjaciół Nauk – 0,29 mln jednostek bibliotecznych
- Biblioteka im. Zielińskich Towarzystwa Naukowego Płockiego – 0,23 mln woluminów
- Biblioteka Katedralna w Gnieźnie – 0,05 mln jednostek bibliotecznych
- Biblioteka Kapitulna we Wrocławiu – 0,3 mln jednostek bibliotecznych

## Wybrane biblioteki na świecie

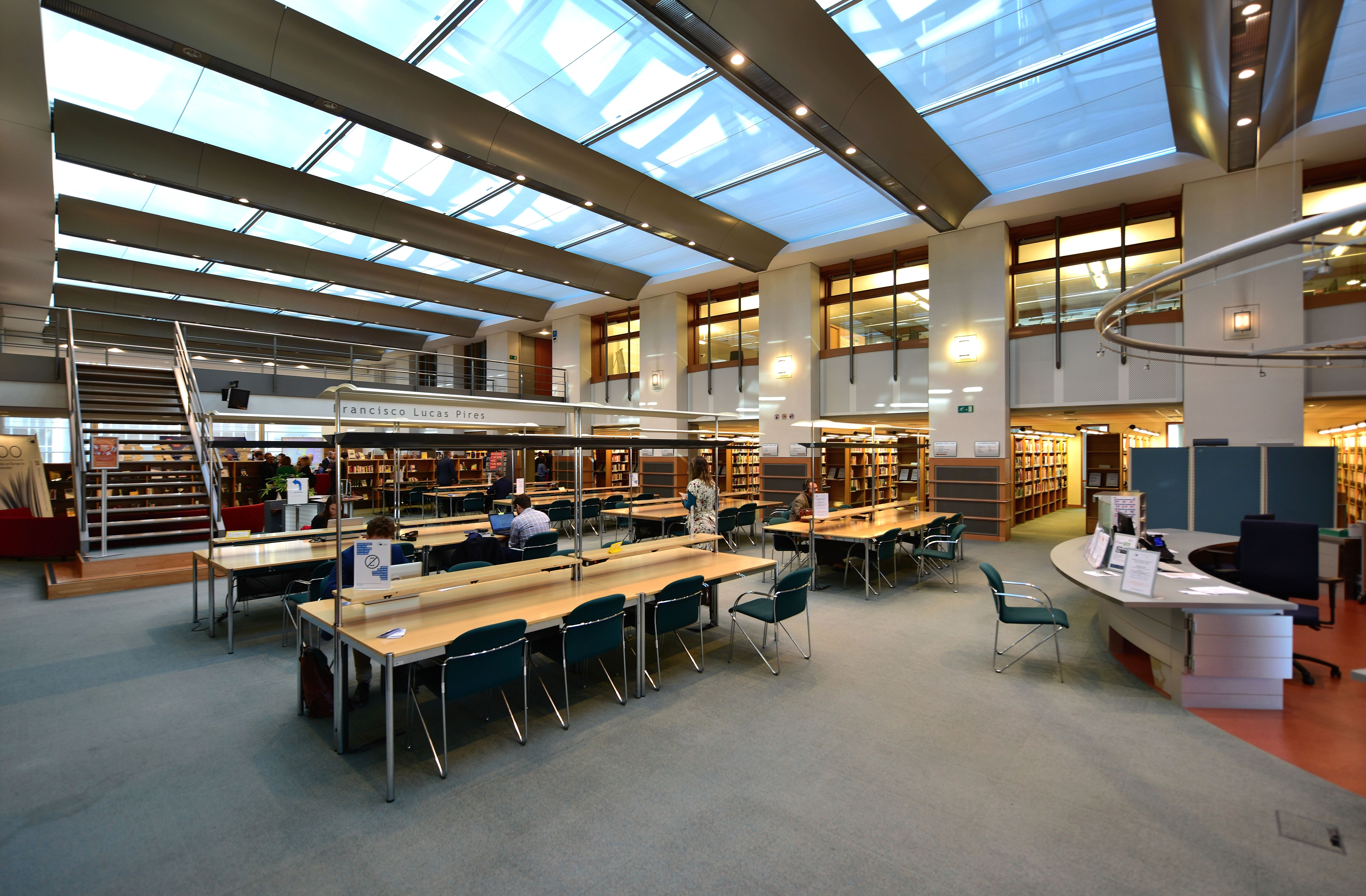
Biblioteka Parlamentu Europejskiego w Brukseli

- Biblioteka Aleksandryjska
- Biblioteka Bodlejańska
- Biblioteka Watykańska

## Największe biblioteki na świecie
1. Biblioteka Brytyjska – około 150 mln dokumentów, w tym około 14 mln książek
2. Biblioteka Kongresu Stanów Zjednoczonych – około 147 mln dokumentów, w tym około 33 mln woluminów (książek i inkunabułów)[70]
3. Chińska Biblioteka Narodowa – około 24 mln woluminów
4. Biblioteka Rosyjskiej Akademii Nauk – około 20,5 mln woluminów
5. Biblioteka Narodowa Kanady – około 18,8 mln woluminów
6. Niemiecka Biblioteka Narodowa – około 18,5 mln woluminów

## Podstawy prawne funkcjonowania bibliotek w Polsce
- Ustawa z dnia 27 czerwca 1997 roku o bibliotekach (Dz.U. z 2022 r. poz. 2393)
- Inne akty prawne[71]